# Aleksander Sekulić
Aleksander Sekulić, né le 24 février 1978 à Ljubljana, en Slovénie, est un entraîneur slovène de basket-ball.

## Palmarès
- Champion de Slovénie 2012
- Supercoupe de Slovénie 2012
- Coupe de Tchéquie 2021
- Champion de Tchéquie 2022